# Большепанюшево
Большепанюшево — село в Алейском районе Алтайского края России. Административный центр Большепанюшевского сельсовета.

## География
Расположен в центральной части края, в лесостепной зоне, у реки Алей.
Климат
резко континентальный. Средняя температура января −17,6ºС, июля — + 20ºС. Годовое количество осадков — 440 мм.

## История
Основано в 1721 г.
В 1928 г. село Больше-Панюшево состояло из 270 хозяйств. Центр Больше-Панюшевского сельсовета Алейского района Барнаульского округа Сибирского края.

## Население
| 1926 | 1997 | 1998 | 1999 | 2000 | 2001 | 2002 | 2003 | 2004 |
| ---- | ---- | ---- | ---- | ---- | ---- | ---- | ---- | ---- |
| 1358 | ↘585 | ↗607 | ↘604 | ↘578 | ↘565 | ↘549 | ↗552 | ↘550 |
| 2005 | 2006 | 2007 | 2008 | 2009 | 2010 | 2011 | 2012 | 2013 |
| ↗552 | ↗589 | ↗615 | ↘588 | ↘576 | ↘535 | ↘534 | ↘522 | ↘507 |

национальный состав
В 1928 г. основное население — русские.
Согласно результатам переписи 2002 года, в национальной структуре населения русские составляли 90 % от 543 жителей.

## Инфраструктура
«Большепанюшевская средняя общеобразовательная школа»
Филиал МКДОУ Моховской детский сад — Большепанюшевский детский сад.
Администрация Большепанюшевского сельсовета.
Экономика
Основное направление — сельское хозяйство.

## Транспорт
Посёлок доступен по дороге общего пользования межмуниципального значения «Алейск — Безголосово — а/д К-13» (идентификационный номер 01 ОП МЗ 01Н-0103).